# بيرت لورد
بيرت لورد (بالإنجليزية: Bert Lord)‏ هو سياسي أمريكي، ولد في 4 ديسمبر 1869 في الولايات المتحدة، وتوفي في 24 مايو 1939 في واشنطن العاصمة في الولايات المتحدة. حزبياً، نشط في الحزب الجمهوري. وقد انتخب عضو جمعية ولاية نيويورك وانتخب عضو مجلس ولاية نيويورك وانتخب عضو مجلس النواب الأمريكي.